# Comuna Ceplenița, Iași
Ceplenița este o comună în județul Iași, Moldova, România, formată din satele Buhalnița, Ceplenița (reședința), Poiana Mărului și Zlodica.

## Așezare
Comuna se află în nord-estul județului, pe malurile râului Bahlui și pe cele ale afluentului său, Buhalnița. Este străbătută de șoseaua națională DN28B, care leagă Târgu Frumos de Botoșani. Lângă Buhalnița, din acest drum se ramifică șoseaua județeană DJ281D, care duce spre est la Coarnele Caprei, Focuri și Gropnița. Acesta, la rândul său, se intersectează la Ceplenița cu șoseaua județeană DJ281, care duce spre nord la Scobinți (unde se intersectează cu DN28B) și Sirețel și spre sud la Cotnari, Belcești, Erbiceni și Podu Iloaiei (unde se termină în DN28). Prin comună trece și calea ferată Podu Iloaiei-Hârlău, pe care este deservită de halta de călători Ceplenița.

## Demografie
Componența etnică a comunei Ceplenița
     Români (88,12%)
     Alte etnii (11,88%)
Componența confesională a comunei Ceplenița
     Ortodocși (87,53%)
     Alte religii (0,28%)
     Necunoscută (12,19%)
Conform recensământului efectuat în 2021, populația comunei Ceplenița se ridică la 3.560 de locuitori, în scădere față de recensământul anterior din 2011, când fuseseră înregistrați 3.966 de locuitori. Majoritatea locuitorilor sunt români (88,12%). Din punct de vedere confesional, majoritatea locuitorilor sunt ortodocși (87,53%), iar pentru 12,19% nu se cunoaște apartenența confesională.

## Politică și administrație
Comuna Ceplenița este administrată de un primar și un consiliu local compus din 13 consilieri. Primarul, Dumitru Laiu[*], de la Partidul Național Liberal, este în funcție din 2004. Începând cu alegerile locale din 2024, consiliul local are următoarea componență pe partide politice:
|  | Partid                          | Consilieri | Componența Consiliului | Componența Consiliului | Componența Consiliului | Componența Consiliului | Componența Consiliului | Componența Consiliului |
|  | ------------------------------- | ---------- | ---------------------- | ---------------------- | ---------------------- | ---------------------- | ---------------------- | ---------------------- |
|  | Partidul Național Liberal       | 6          |                        |                        |                        |                        |                        |                        |
|  | Partidul Social Democrat        | 3          |                        |                        |                        |                        |                        |                        |
|  | Alianța pentru Unirea Românilor | 2          |                        |                        |                        |                        |                        |                        |
|  | Alianța Dreapta Unită           | 2          |                        |                        |                        |                        |                        |                        |

## Istorie
La sfârșitul secolului al XIX-lea, comuna făcea parte din plasa Bahlui a județului Iași și era formată din satele Ceplenița, Buhalnița, Vârâți, Moara Prefectului, Sticlăria și Borosoaia, având în total 2384 de locuitori. Funcționau în comună 12 mori de apă, două școli cu 56 de elevi, și două biserici. Anuarul Socec din 1925 o consemnează în plasa Cârligătura a aceluiași județ, având 3127 de locuitori în satele Buhalnița, Ceplenița, Moara Prefectului, Vârâți și în cătunul Petroșica. Comuna a fost desființată în 1931, satele ei trecând la comuna Scobinți, însă a fost reînființată la scurt timp în alcătuirea actuală (preluând satul Zlodica de la comuna Cotnari).
În 1950, comuna a trecut în administrarea raionului Hârlău din regiunea Iași, iar în 1964 satul Vârâți a primit denumirea de Poiana Mărului. În 1968, comuna a revenit la județul Iași, reînființat.

## Monumente istorice

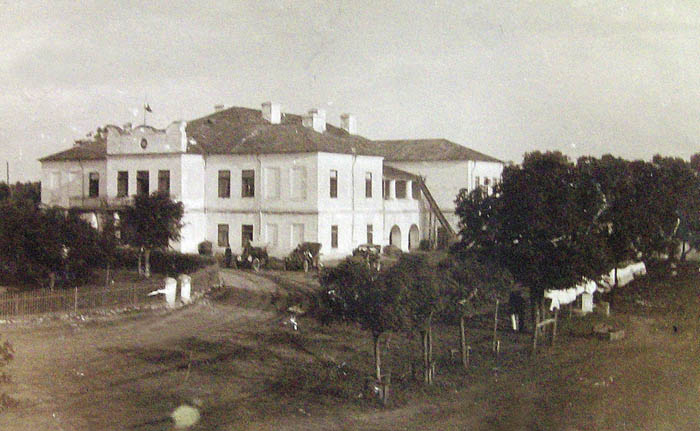
Conacul Cantacuzino-Pașcanu din Ceplenița, monument istoric de interes local

Opt obiective din comuna Ceplenița sunt incluse în lista monumentelor istorice din județul Iași ca monumente de interes local. Unul este un sit arheologic, aflat la „Cetățuia”, la sud și vest de satul Buhalnița, la nord de râul Buhalnița, sit ce cuprinde o necropolă birituală din secolele al IV-lea–al III-lea î.e.n., o fortificație din perioada Latène (cultura geto-dacă), și așezări din secolele al II-lea–al III-lea (epoca romană), secolele al VIII-lea–al IX-lea (epoca migrațiilor), secolele al XI-lea–al XIII-lea și secolele al XV-lea–al XVII-lea.
Celelalte șapte sunt clasificate ca monumente de arhitectură: biserica „Nașterea Maicii Domnului” (1836) din Buhalnița; ruinele hanului Cantacuzino-Pașcanu (începutul secolului al XIX-lea), ansamblu cuprinzând și Biserica „Sfinții Voievozi”, turnul clopotniță și zidul de incintă; podul de piatră (secolul al XV-lea), ambele din satul Ceplenița; beciul lui Zlodică (secolul al XV-lea); biserica de lemn „Sfinții Voievozi” (secolul al XVII-lea); și pod de piatră (secolul al XV-lea), ultimele trei din satul Zlodica.

## Personalități născute aici
- Leon Cotnareanu (1891 - 1970), om de afaceri evreu, stabilit ulterior în Franța, apoi în SUA.